# مارسيو جوسيه دي أوليفيرا
مارسيو جوسيه دي أوليفيرا (بالبرتغالية: Márcio José de Oliveira‏) المعروف باسم مارسينهو (بالبرتغالية: Marcinho‏) (ولد في 20 يوليو 1984 في إيرابوا) لاعب كرة قدم برازيلي سابق كان يجيد اللعب في مركز الوسط المهاجم.

## المسيرة الرياضية
بدأ مارسينهو مسيرته الكروية مع كروزيرو حيث فاز مع الفريق بالعديد من الألقاب. ثم في عام 2005 انتقل إلى غريميو بورتو أليغرينزي ثم سرعان ما انتقل إلى غنتشلربيرليغي التركي.
عاد إلى البرازيل في عام 2006 مرتديا قميص أتلتيكو مينييرو. ساعد الديوك في العودة إلى الدرجة الأولى بعد أن كان أحد أبرز تلك الحملة. في عام 2008 وصل مارسينهو إلى فلامنغو وسرعان ما حصل على اللقب بحكم أنه أصبح هداف الفريق. عاش مارسينهو أفضل مراحل مسيرته الرياضية ثم تركه في منتصف الموسم للعب لصالح الجزيرة الإماراتي.
لم يحقق النجاح المتوقع مع الجزيرة وفضل الانتقال إلى قطر القطري.

### إحصائيات فلامينغو
(حسب 16 يوليو 2009)
| النادي  | الموسم  | دوري كاريوكا | دوري كاريوكا | دوري كاريوكا | الدرجة الأولى | الدرجة الأولى | الدرجة الأولى | كأس ليبرتادوريس | كأس ليبرتادوريس | كأس ليبرتادوريس | المجموع   | المجموع | المجموع |
| النادي  | الموسم  | المباريات    | الأهداف      | الصناعة      | المباريات     | الأهداف       | الصناعة       | المباريات       | الأهداف         | الصناعة         | المباريات | الأهداف | الصناعة |
| ------- | ------- | ------------ | ------------ | ------------ | ------------- | ------------- | ------------- | --------------- | --------------- | --------------- | --------- | ------- | ------- |
| فلامنغو | 2008    | 19           | 5            | ?            | 11            | 7             | 2             | 8               | 5               | ?               | 38        | 17      | 11      |
| المجموع | المجموع | 19           | 5            | ?            | 11            | 7             | 2             | 8               | 5               | ?               | 38        | 17      | 11      |

وفقا لمصادر مجتمعة على الموقع الرسمي.

## الإنجازات
- كروزيرو
  - بطولة مينيرو (2): 2003 - 2004
  - كأس البرازيل (1): 2003
  - الدرجة الأولى (2): 2003
- أتلتيكو مينييرو
  - الدرجة الثانية (1): 2006
- فلامنغو
  - كأس غوانابارا (1): 2008
  - بطولة كاريوكا (1): 2008
- فاسكو دا غاما
  - بطولة كاريوكا (1): 2015